# Markku Uusipaavalniemi
Markku Uusipaavalniemi, född den 23 november 1966 i Högfors, är en finländsk curlingspelare.
Han tog OS-silver i herrarnas curlingturnering i samband med de olympiska curlingtävlingarna 2006 i Turin.